# Barry Greenwald
Pour les articles homonymes, voir Greenwald.
Barry Greenwald (né en 1954) est un documentariste canadien et cofondateur de la Canadian Independent Film Caucus (en). En 1975, durant sa dernière année d'étude au College Conestoga (en) de Kitchener, il réalise le film Metamorphosis en s'inspirant du documentariste tchèque Vaclav Taborsky et pour lequel il remporte la Palme d'or du court métrage au Festival de Cannes. Après sa graduation, il travaille comme monteur pour l'Office national du fim (ONF) avant de réalisé indépendamment ses propres documentaires.
Parmi son répertoire, le documentaire Between Two Worlds à propos de l'inuit Joseph Idlout. Produit par l'ONF et Investigations Productions Inc., le film est inclus dans la collection inuite de films Unikkausivut: Sharing Our Stories (en).